# كمال ميرزاييف
كمال ميرزاييف (بالأذرية: Mirzəyev Kamal Nəsrullah oğlu)‏ هو لاعب كرة قدم أذربيجاني في مركز الوسط، ولد في 14 سبتمبر 1994 في Ucar, Azerbaijan ‏ في أذربيجان. لعب مع نادي قبله.

## وصلات خارجية
- كمال ميرزاييف على موقع الاتحاد الأوربي (الإنجليزية)
- كمال ميرزاييف على موقع إي إس بي إن إف سي (الإنجليزية)
- كمال ميرزاييف على موقع قاعدة بيانات كرة القدم.إي يو (الإنجليزية)
- كمال ميرزاييف على موقع Soccerway.com (الإنجليزية)
- كمال ميرزاييف على موقع عالم كرة القدم.نت (الإنجليزية)